# آیتئی (آلماتی)
آیتئی (به قزاقی: Äitei) یک منطقهٔ مسکونی در قزاقستان است که در شهرستان قره‌سای واقع شده‌است. آیتئی ۵٬۷۴۶ نفر جمعیت دارد.